# João Justino de Medeiros Silva
João Justino de Medeiros Silva (Juiz de Fora, 22 dicembre 1966) è un arcivescovo cattolico brasiliano, dal 9 dicembre 2021 arcivescovo metropolita di Goiânia.

## Biografia

### Formazione e ministero sacerdotale
Ha compiuto gli studi filosofici e teologici presso il seminario "Santo Antônio" dell'arcidiocesi di Juiz de Fora.
Ha ottenuto poi il baccalaureato in pedagogia nel 1988 e il baccalaureato e un master in sociologia.
Dopo essere stato ordinato sacerdote il 13 dicembre 1992, è stato professore, vice-rettore e rettore del seminario arcidiocesano Santo Antônio.
Nel 2003 ha conseguito il dottorato in teologia presso la Pontificia Università Gregoriana a Roma.

### Ministero episcopale
Il 21 novembre 2011 papa Benedetto XVI lo ha nominato vescovo ausiliare di Belo Horizonte e vescovo titolare di Tullia.
L'11 febbraio 2012 ha ricevuto la consacrazione episcopale dalle mani dall'arcivescovo Walmor Oliveira de Azevedo, co-consacranti l'arcivescovo di Juiz de Fora Gil Antônio Moreira e l'arcivescovo emerito di Juiz de Fora Clóvis Frainer.
All'interno della Conferenza episcopale brasiliana l'8 maggio 2019 è stato rieletto alla carica di presidente della Commissione episcopale pastorale per la cultura e l'istruzione.
Nominato il 22 febbraio 2017 arcivescovo coadiutore di Montes Claros da papa Francesco, il 21 novembre 2018 è succeduto alla medesima sede.
Il 9 dicembre 2021 lo stesso papa lo ha nominato arcivescovo metropolita di Goiânia. Ha preso possesso dell'arcidiocesi il 16 febbraio 2022.

## Genealogia episcopale e successione apostolica
La genealogia episcopale è:
- Cardinale Scipione Rebiba
- Cardinale Giulio Antonio Santori
- Cardinale Girolamo Bernerio, O.P.
- Arcivescovo Galeazzo Sanvitale
- Cardinale Ludovico Ludovisi
- Cardinale Luigi Caetani
- Cardinale Ulderico Carpegna
- Cardinale Paluzzo Paluzzi Altieri degli Albertoni
- Papa Benedetto XIII
- Papa Benedetto XIV
- Papa Clemente XIII
- Cardinale Bernardino Giraud
- Cardinale Alessandro Mattei
- Cardinale Pietro Francesco Galleffi
- Cardinale Giacomo Filippo Fransoni
- Cardinale Carlo Sacconi
- Cardinale Edward Henry Howard
- Cardinale Mariano Rampolla del Tindaro
- Cardinale Rafael Merry del Val
- Arcivescovo Duarte Leopoldo e Silva
- Arcivescovo Paulo de Tarso Campos
- Cardinale Agnelo Rossi
- Cardinale Lucas Moreira Neves, O.P.
- Arcivescovo Walmor Oliveira de Azevedo
- Arcivescovo João Justino de Medeiros Silva

La successione apostolica è:
- Vescovo Joaquim Carlos Carvalho, O.S.B. (2024)
- Vescovo Danival Milagres Coelho (2024)
- Vescovo José Roberto dos Reis, C.P. (2025)